# 萬邦英
萬邦英（?—?），贵州独山州人，清朝政治人物、進士出身。
乾隆二十八年（1763年）癸未科進士，三甲一百二十名，后事不詳。